# Fontanes-du-Causse
Fontanes-du-Causse är en kommun i departementet Lot i regionen Occitanien i södra Frankrike. Kommunen ligger i kantonen Labastide-Murat som tillhör arrondissementet Gourdon. År 2018 hade Fontanes-du-Causse 64 invånare.

## Befolkningsutveckling
Antalet invånare i kommunen Fontanes-du-Causse
| Referens: INSEE |